# Mitú
Mitú és un municipi colombià i la capital del departament de Vaupés, situada sobre el riu Vaupés. És una vila de 28.000 habitants que constitueix el nucli dels serveis (transport i comerç) que s'ofereixen al departament. Etimològicament, Mitú vol dir Paujil, que és el nom d'un ocell silvestre de l'orient colombià en llengua yeral.